# عبد العظيم عشري
عبد العظيم عشري (31 أكتوبر 1911 ـ 2 مارس 1997) هو لاعب ثم حكم كرة سلة مصري، رأس الاتحاد المصري لكرة السلة ثم اللجنة الأولمبية المصرية، وتولى منصب الأمين العام للاتحاد الأفريقي لكرة السلة.

## مسيرته الرياضية
كان عبد العظيم عشري لاعبًا في الدوري المصري لكرة السلة في ثلاثينيات وأربعينيات القرن العشرين، ثم عمل بالتحكيم عقب اعتزاله، فقام بتحكيم بعض مباريات كرة السلة في دورة الألعاب الأولمبية 1948 (وقام فيها بتحكيم نهائي البطولة بين الولايات المتحدة وفرنسا)، وبطولة العالم 1950 (وقام فيها بتحكيم المباراة النهائية بين الأرجنتين والولايات المتحدة)، ودورة الألعاب الأولمبية 1952 (وقام فيها بتحكيم المباراة النهائية بين الولايات المتحدة والاتحاد السوفييتي) وبطولة العالم 1954 (وقام فيها بتحكيم المباراة النهائية بين الولايات المتحدة والبرازيل).

### عمله الإداري
اتجه عشري بعد ذلك إلى الإدارة الرياضية، فتولى رئاسة الاتحاد المصري لكرة السلة من 1972 إلى 1985، ثم رئاسة اللجنة الأولمبية المصرية من 1978 إلى 1985، ثم صار أمينًا عامًا للاتحاد الأفريقي لكرة السلة في الفترة من 1965 إلى 1997.

## التكريم
- أُدرج اسمه ضمن قاعة مشاهير الاتحاد الدولي لكرة السلة سنة 2007.

## روابط خارجية
- عبد العظيم عشري على موقع أوليمبيديا (الإنجليزية)